# 女宿一
女宿一（宝瓶座ε；Albali；HD 198001）是位于宝瓶座的恒星，其视星等为3.77。